# Haapasaari (ö i Södra Karelen, Imatra, lat 61,39, long 29,18)
Haapasaari är en ö i Finland. Den ligger i sjön Nurmijärvi och i kommunen Rautjärvi i den ekonomiska regionen  Imatra ekonomiska region  och landskapet Södra Karelen, i den sydöstra delen av landet, 260 km nordost om huvudstaden Helsingfors. Öns area är 3,2 hektar och dess största längd är 250 meter i öst-västlig riktning.